# Comté de Polk (Texas)
Pour les articles homonymes, voir Comté de Polk.
Le comté de Polk, en anglais : Polk County, est un comté situé à l'est de l'État du Texas aux États-Unis. Fondé le 30 mars 1846, son siège de comté est la ville de Livingston. Selon le recensement des États-Unis de 2020, sa population est de 50 123 habitants. Le comté a une superficie de 2 873,9 km2, dont 2 737,8 km2 en surfaces terrestres. Il est nommé en l'honneur de James Knox Polk, président des États-Unis.

## Organisation du comté
Le comté de Polk est créé le 30 mars 1846, à partir des terres du comté de Liberty. Il est définitivement organisé et autonome, le 10 juillet 1846.
Le comté est baptisé à la mémoire de James Knox Polk, 11e président des États-Unis,.
Le comté héberge la  réserve indienne de Alabama-Coushatta, reconnue par le gouvernement fédéral.

## Géographie
Le comté de Polk est situé dans la région du Texas Timberlands au centre de l'État du Texas, aux États-Unis,. 
Il a une superficie totale de 2 873,9 km2, composée de 2 737,8 km2 de terres et de 136,1 km2 de zones aquatiques.

## Comtés adjacents
| Comté de Trinity     | Comté d'Angelina |                 |
|                      | comté de Polk    | Comté de Tyler  |
| Comté de San Jacinto | Comté de Liberty | Comté de Hardin |

## Démographie

Pyramide des âges du comté de Polk (2000).

Lors du recensement de 2010, le comté comptait une population de 45 413 habitants. En 2017, la population est estimée à 49 162 habitants,.